# Isorhipis
Isorhipis är ett släkte av skalbaggar som beskrevs av Jean Baptiste Boisduval och Lacordaire 1835. Isorhipis ingår i familjen halvknäppare.
Släktet innehåller bara arten Isorhipis marmottani.